# Yang Hao (volleybollspelare)
Yang Hao, född 21 mars 1980 i Dalian, är en kinesisk volleybollspelare. Hon blev olympisk guldmedaljör i volleyboll vid sommarspelen 2004 i Aten.